# HTTP 301
HTTP 응답 상태 코드 301 Moved Permanently는 영구적인 URL 리다이렉션을 위해 사용되며, 즉 응답을 수신하는 URL을 사용하는 현재의 링크나 레코드가 업데이트되어야 함을 의미한다. 이 새 URL은 응답에 포함된 위치 필드에 지정되어야 한다. 301 리다이렉트는 사용자가 HTTP를 HTTPS로 업그레이드하게 만드는 최상의 방법으로 간주된다.
RFC 2616은 다음과 같이 언급한다:
- 클라이언트가 링크 편집 기능이 있으면 요청 URL에 대한 모든 참조를 업데이트해야 한다.
- 특별한 표시가 없으면 응답은 캐시가 가능할 것.
- 요청 메소드가 HEAD가 아닌 경우 엔티티는 새로운 URL로 향하는 하이퍼링크와 함께 크기가 작은 하이퍼텍스트 참고사항을 포함해야 한다.
- GET이나 HEAD 외의 요청에 대해 301 상태 코드를 수신할 경우 클라이언트는 리다이렉트 전에 사용자에게 물어보아야 한다.

## 예시
클라이언트 요청:
```
GET /index.php HTTP/1.1
Host: www.example.org

```

서버 응답:
```
HTTP/1.1 301 Moved Permanently
Location: http://www.example.org/index.asp

```

다음은 .htaccess 파일을 사용하여, 안전하지 않은 URL을 안전한 주소로 www 없이 리다이렉트 처리하는 예이다.
```
RewriteEngine On
RewriteCond %{HTTPS} off
RewriteCond %{HTTP_HOST} ^www\.(.*)$ [NC]
RewriteRule ^(.*)$ http://%1/$1 [R=301,L]

RewriteCond %{HTTPS} on
RewriteCond %{HTTP_HOST} ^www\.(.*)$ [NC]
RewriteRule ^(.*)$ https://%1/$1 [R=301,L]

RewriteEngine On
RewriteCond %{SERVER_PORT} 80
RewriteRule ^(.*)$ https://example.com/$1 [R,L] 
```

다음은 펄 펄 CGI.pm을 사용한 예이다:
```
print
 
redirect
(
"https://example.com/newpage.html"
);

```

다음은 PHP 리다이렉트를 사용한 예이다:
```
<?php

header
(
"Location: https://example.com/newpage.html"
,
 
true
,
 
301
);

exit
;

```

Nginx 구성의 예이다:
```
location /old/url/ {
    return 301 /new/url/;
}
```

다음은 Express.js를 사용한 리다이렉트의 예이다:
```
app.all("/old/url", (req, res) => {
    res.redirect(301, "/new/url");
});
```

## 같이 보기
- HTTP
- HTTP 상태 코드
- URL 리다이렉션